# 森のある沼地
『森のある沼地』（もりのあるぬまち、英: A Wooded Marsh）、または『沼地』（ぬまち、露: Болото、英: A Marsh）は、オランダ絵画黄金時代の画家ヤーコプ・ファン・ロイスダールが1660年代にキャンバス上に油彩で描いた風景画である。現在、サンクトペテルブルクのエルミタージュ美術館に所蔵されている。

## 作品
ロイスダールは1660年ごろに生まれ故郷のハールレムからアムステルダムに移り、このころから「低地国」オランダにふさわしい、地平線を低くとったパノラマ風の風景を多く描いた。しかし、この時期には、本作のように自然の一角を切り取った「閉じられた風景」も少なくない。鬱蒼と茂る木の葉とその向こうに湧き上がる白い雲は、自然の生命力やダイナミズムを感じさせる。その一方で、根こそぎにされた樹木や途中で折れて先のない枝、澱んだ水などは、自然の厳しさや、打ち捨てられたような寂寥を鑑賞者に感じさせる。ここには、生と死、創造と破壊、滅亡と復活といった永遠の絶え間ない対立の中に自然の力や雄大さが表現されているのである。

この絵画は、1911年に研究者ホフステーデ・デ・フロートにより以下のように記述されている。 
508番。森の中の池。美術史家ジョン・スミスの目録306番。花咲くスイレンとそのほかの植物に満ちている澱んだ池が中央から遠方へと伸びている。両側にはブナとオークの木があり、水面に映っている。前景右側には大きな枯れたオークの木があり、その前には倒れたブナの木がある。左側では、遠方に見える男に気づいた3羽のアヒルが茂みの中に逃げ込んでいる。真作の名品であるが、木々の葉のほとんどすべての緑色が退色している。画面下の左側に完全な署名あり。縦29インチ、横39と1/2インチ。エカチェリーナ2世 (ロシア皇帝) が購入。サンクトペテルブルクのエルミタージュ美術館蔵。1901年の目録番号1136。1835年に収蔵された (ジョン・スミスは、作品を450ポンドと見積もった)。
本作の場面は、ロイスダールがこの時期に描いたほかの作品に非常に類似している。これらの絵画は、後の風景画家たちにしばしば影響を与えた。

## ギャラリー

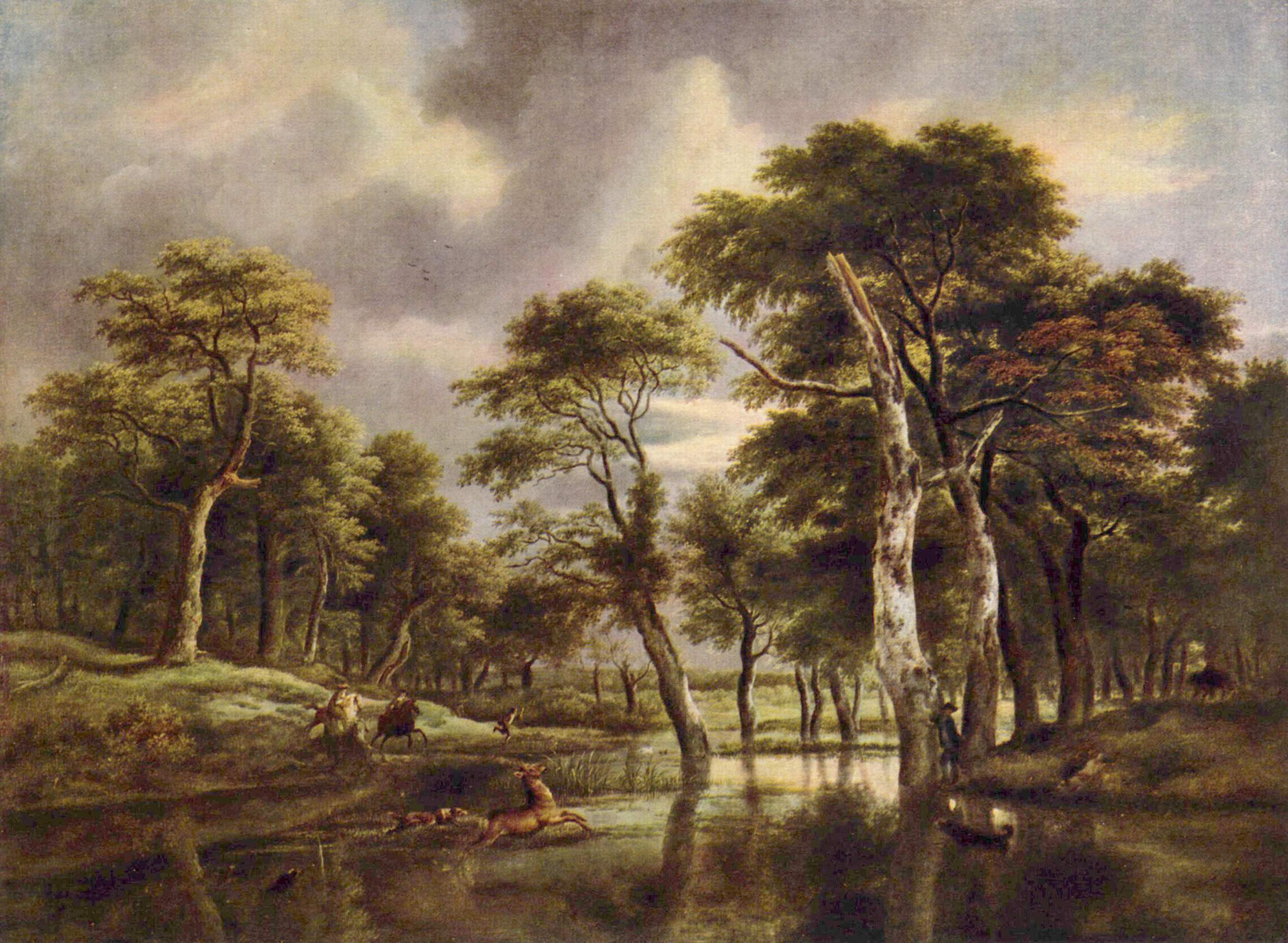
アルテ・マイスター絵画館の『牡鹿狩り』
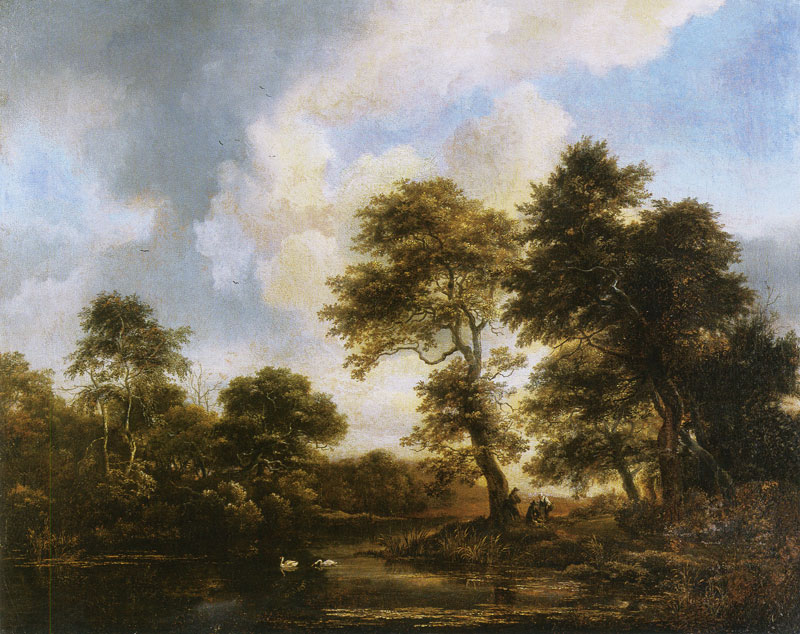
シュテーデル美術館 の作品
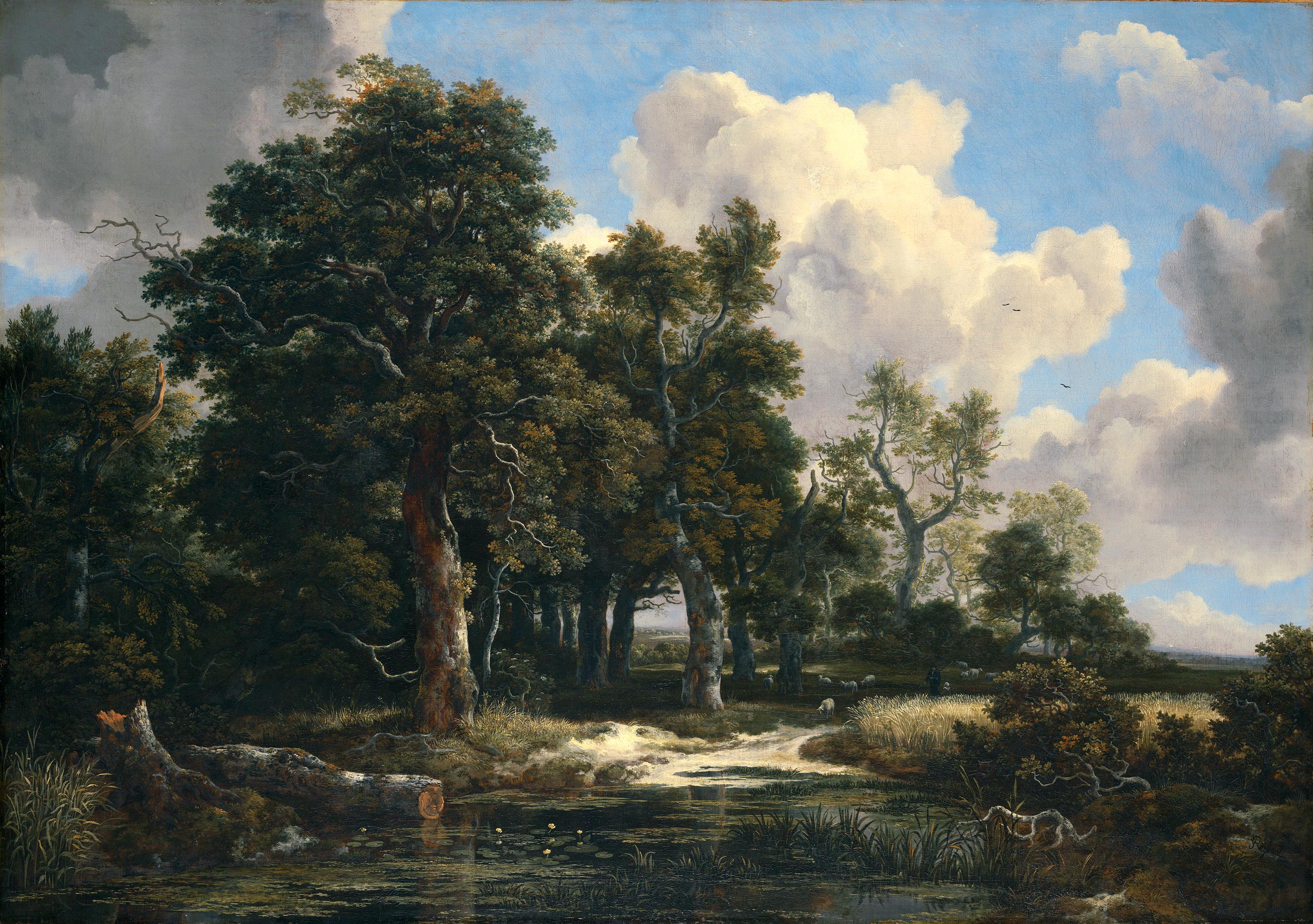
キンベル美術館の作品